# あべるみ
あべ るみ（7月22日 - ）は、日本の女性声優。以前はエーエス企画に所属していた。旧名義は阿部留美（読みは同じ）。

## 出演作品

### テレビアニメ
- こいこい7（飯田橋和子）
- Φなる・あぷろーち（女子生徒、ペンギン 他）

### ゲーム
- ティンクル☆くるせいだーすGoGo!（アゼル）
- デススマイルズ（フォレット）
- ピンクスゥイーツ～鋳薔薇それから〜（ソシエ＝シア）

### ドラマCD
- こいこい7
- ティンクル☆くるせいだーすシリーズ（アゼル）
  - きらきらサウンドステージ#01-05･PSS（#03ではキャラクターソングも担当）
  - ドキドキ！？サバイバルバケーション

### ラジオ
- RADiOティンクル☆くるせいだーす（第14回ゲスト）

### キャラクターソング
- こいこい7（我愛称・アイシテル）
- ティンクル☆くるせいだーす（ダ・カ・ラ...きゅん☆）（阪田佳代とのデュエット）